# Agence Bénin Presse
Pour les articles homonymes, voir ABP.
L'Agence Bénin Presse (ABP) est une agence de presse dont le siège est situé à Cotonou, la capitale économique du Bénin.

## Présentation
Héritière de l'Agence France-Presse en République du Dahomey, l'ABP est initialement fondée en 1961 sous le nom d'Agence dahoméenne de presse.
Ce n'est qu'en 1975, lors de l'instauration de la République populaire du Bénin, que l'ABP prend son nom actuel,.
Son directeur général est Joseph Gbènoukpo Vodounon Djodo.